# Maj Jerndahl-Tydén
Margit (Maj) Jerndahl-Tydén, född 7 oktober 1895 i Kristinehamn, Värmland, död 30 november 1961 i Stockholm (Storkyrkoförsamlingen), var en svensk målare och illustratör. 
Hon var dotter till konstnären Aron Jerndahl och Augusta Ullgren, och gift med konstnären Nils Tydén. 
Jerndahl-Tydén studerade vid Högre konstindustriella skolan i Stockholm 1913–1917 samt vid Wilhelmsons målarskola. Därefter företog hon studieresor till Frankrike 1925–1926 och till Tyskland, Österrike och Italien. Tillsammans med Nils Fredricsson ställde hon ut på Konstsalongen i Göteborg 1943, och hon har medverkat i samlingsutställningarna Valand-Chalmers i Göteborg 1923, Fria gruppens på Liljevalchs 1929, Svensk-franska konstgalleriet i Stockholm 1931 och ett flertal av Sveriges allmänna konstförenings utställningar.
Bland hennes arbeten märks Spanska trappan som är en folklivsskildring från Rom, Romersk yngling, Giovannelli och Gosse från Anacapri.
Hennes konst består av landskap, stadsbilder, porträtt och blomsterstilleben. Som illustratör har hon illustrerat Hans och Gretas äventyr, Djur skisser för barn och Hans och Greta i Nordenland. 
Jerndahl-Tydén är representerad på Moderna museet, Göteborgs konstmuseum, Kalmar konstmuseum, Västerås konstgalleri, Sjöhistoriska museet samt på Karolinska sjukhuset i Stockholm.

### Fotnoter
1. 1 2 3 4  Svenskagravar.se, läs online, läst: 3 maj 2019.[källa från Wikidata]
2. 1 2  Sveriges folkräkning 1900, Riksarkivet, läs onlineläs online, läst: 3 maj 2019.[källa från Wikidata]
3. ↑  Moderna museet
4. ↑  Kalmar konstmuseum